# Țipova
Țipova – miejscowość w Mołdawii, w rejonie Rezina, w gminie Lalova.
Leży 100 km na północ od Kiszyniowa, 12 kilometrów na południe od Saharny. Najważniejszym zabytkiem jest kamienny zespół klasztorny, wydrążony w wapiennym klifie na zachodnim brzegu Dniestru, założony podobno w VI w i odnowiony w 1756. Według legendy jest to miejsce ślubu Stefana Wielkiego i Marii din Mangop.